# Ferenc Seres
Ferenc Seres (n. 3 noiembrie 1945, Tiszakécske, Bács-Kiskun, Ungaria) este un luptător ce a reprezentat Ungaria, medaliat olimpic. A participat la 3 ediții ale Jocurilor Olimpice (1972, 1976, 1980) în care a câștigat o medalie de bronz.